# Le Quai de Wigan
Le Quai de Wigan (titre original en anglais : The Road to Wigan Pier) est un livre de George Orwell paru en 1937.

## L'œuvre
Dans la première partie du livre, Orwell décrit les conditions d'existence de la classe ouvrière du nord de l'Angleterre dans les années 1930. Il s'intéresse notamment aux conditions de vie des mineurs. Il souligne le caractère exténuant de leurs conditions de travail, dont il témoigne à la suite de trois visites qu'il effectua au fond d'un puits d'une mine de Wigan. Mais ici comme dans Hommage à la Catalogne, Orwell n'en reste pas à une simple description, même engagée, de type reportage : il élargit le propos pour tirer des faits décrits la dimension politique et morale plus profonde qui l'intéresse. Ainsi, cette expérience du fond de la mine constitue clairement pour lui la découverte d'un certain envers du monde, tel qu'il avait déjà tenté de le découvrir dans Dans la dèche à Paris et à Londres :

« Au fond, là où on extrait le charbon, c'est une sorte de monde à part qu'on peut aisément ignorer sa vie durant. Il est probable que la plupart des gens préféreraient ne jamais en entendre parler. Pourtant, c'est la contrepartie obligée de notre monde d'en haut. La quasi-totalité des activités auxquelles nous nous livrons, qu'il s'agisse de manger une glace ou de traverser l'Atlantique, de cuire un pain ou d'écrire un roman, suppose — directement ou indirectement — l'emploi du charbon. [...] Pour que Hitler puisse marcher au pas de l'oie, pour que le pape puisse dénoncer le péril bolchevik, pour que les foules puissent continuer à assister aux matches de cricket, pour que les poètes délicats puissent continuer à fixer leur nombril, il faut que le charbon soit là. »

Dans la seconde partie du livre, que son éditeur Victor Gollancz a essayé de censurer, Orwell livre ses réflexions sur la situation politique et sociale de l'époque, et s'interroge sur les raisons pour lesquelles le socialisme ne gagne pas davantage l'adhésion du peuple. Il identifie cinq problèmes principaux :
1. Le préjugé de classe. Celui-ci est réel et viscéral. Les socialistes de la classe moyenne ne se rendent pas service en prétendant qu'il n'existe pas et, en glorifiant le travailleur manuel, ils tendent à s'aliéner la grande fraction de la population qui appartient à la classe laborieuse au point de vue économique, mais à la classe moyenne au point de vue culturel.
2. L'adoration de la machine. Orwell constate que la plupart des socialistes s'en rendent coupables. Orwell lui-même est soupçonneux à l'égard du progrès technique recherché pour lui-même et pense qu'il conduit inévitablement à la mollesse et la décadence. Il fait remarquer que la plupart des utopies socialistes fictives techniquement avancées sont mortellement insipides.
3. L'excentricité. Entre autres types d'individu, Orwell distingue ceux qui portent la barbe ou des sandales, les végétariens et les nudistes comme co-responsables de la mauvaise réputation du socialisme parmi les individus plus conformistes.
4. Le langage ampoulé. Ceux qui parsèment leurs phrases de "nonobstants" et de "dorénavants" et s'emportent en discutant de matérialisme dialectique ont peu de chances d'emporter quelque soutien populaire.
5. Le manque d'attention aux bases. Le socialisme devrait se préoccuper de civilité et d'équité pour tous, plutôt que d'orthodoxie politique ou de cohérence philosophique.